# Kovácspéter
Kovácspéter (románul: Covacipeter) falu Hargita megyében, Romániában.

## Története
Korábban Gyergyószentmiklós része. 1956-ig adatai a városéhoz voltak számítva. A település lakóinak száma 60-as években a 100-at is megközelítette. A trianoni békeszerződés előtt Csík vármegye Gyergyószentmiklósi járásához tartozott.

## Népessége
1992-ben 15, 2002-ben 8 lakosa volt, mindenki magyar.

## Vallások
A község lakói kivétel nélkül római katolikusok.